# Japan Remote Control
Pour les articles homonymes, voir JRC.
Japan Remote Control Co., Ltd. (日本遠隔制御株式会社; Nippon Enkaku Seigyo Kabushiki Gaisha) est une entreprise d'électronique japonaise fondée en novembre 1976 à Osaka et qui a lancé une procédure de faillite le 26 décembre 2017.
Employant environ 50 personnes dans les années 2000, elle fabrique des systèmes de radiocommande, des transmetteurs, des récepteurs et des robots programmables.

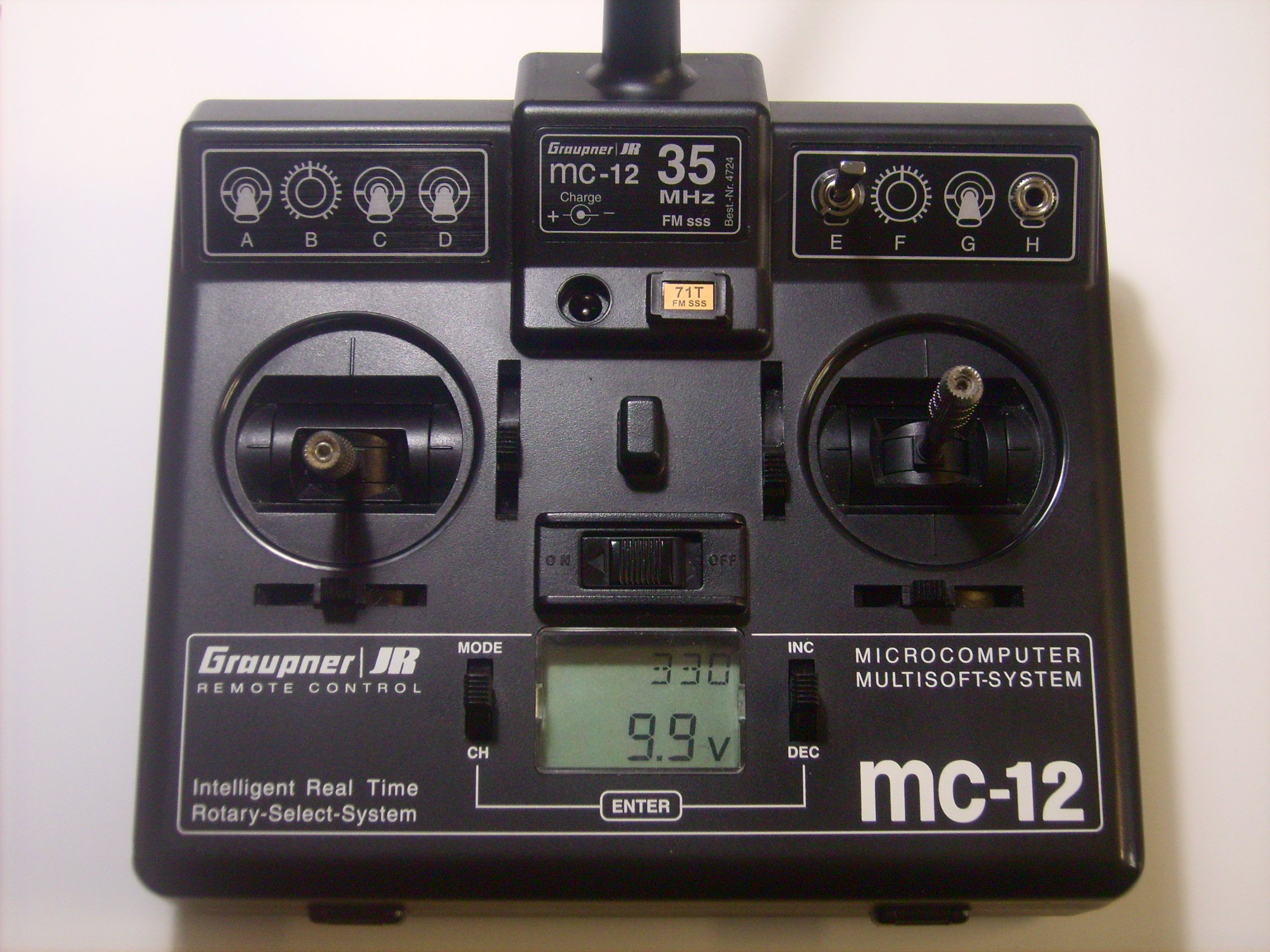
Télécommande d'aéromodélisme Graupner construite par Japan Remote Control.